# 杜布罗夫尼克机场
杜布罗夫尼克机场，別稱契利皮機場（Zračna luka Čilipi），是克罗地亚南部城市杜布罗夫尼克的一座民用機場，位于距杜布罗夫尼克市中心15.5公里（9.5英里）處，2014年時是该国第三大机场，並擁有該國最長的機場跑道。
2018年，杜布羅夫尼克機場的全年客運量約有253萬人次。

## 歷史
杜布罗夫尼克机场於1962年啟用。在杜布罗夫尼克机场啟用之前，杜布罗夫尼克使用於1936年啟用，並只在夏季使用的格魯達機場。當時南斯拉夫的國家航空公司普特航空於1936年開辦杜布罗夫尼克來往薩拉熱窩和貝爾格萊德的航線，翌年開辦來往萨格勒布的航線。
1987年南斯拉夫航空業最繁忙的年份，機場應付835,818名乘搭國際航班的旅客以及586,742名國內航班的旅客。在南斯拉夫解體後，機場在2005年的乘客量超越100萬。今天，杜布罗夫尼克机场擁有克羅地亞最現代化的客運大樓。新客運大樓正取代自1962年啟用，已拆卸的舊客運大樓。有關工程造價為7000萬歐元，並以欧洲重建和发展银行撥出的貸款興建。2010年，佔地13,700平方米的新客運大樓啟用，新客運大樓每年可應付200萬名乘客。

## 客運大樓
2015年，機場計劃進行擴建，並正在興建佔地36,500平方米（392,883平方呎）、擁有4道空橋的新客運大樓。新客運大樓預計容量為350萬名乘客。該客運大樓落成之後會成為克羅地亞最大的客運大樓。未來機場擴建計劃亦包括一個延伸商業區和一個大型四星級機場酒店，並長遠興建一條新跑道並改建現有跑道為滑行道。

## 航空公司及航點

### 定期航班

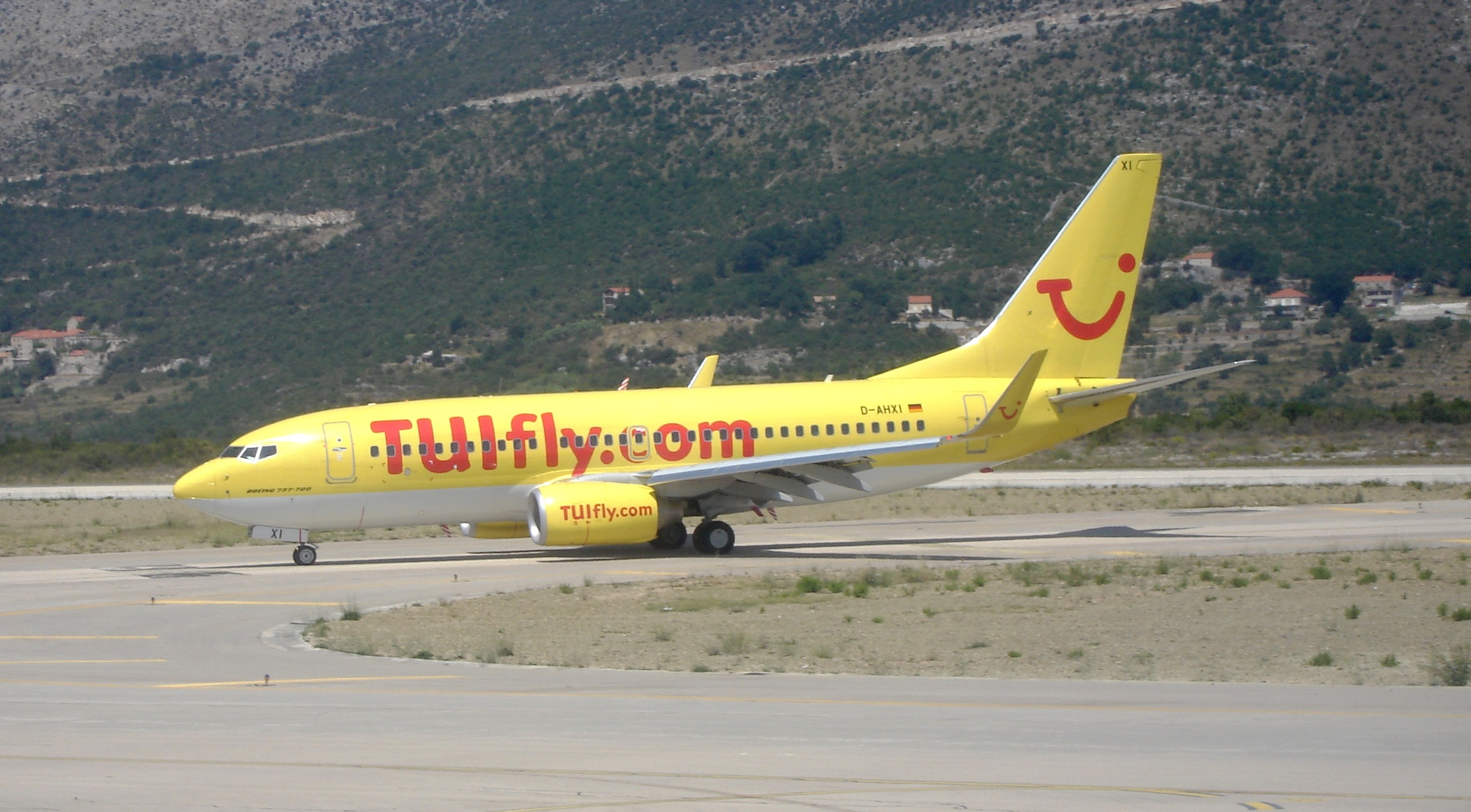
途易航空 波音737-700在杜布罗夫尼克机场滑行

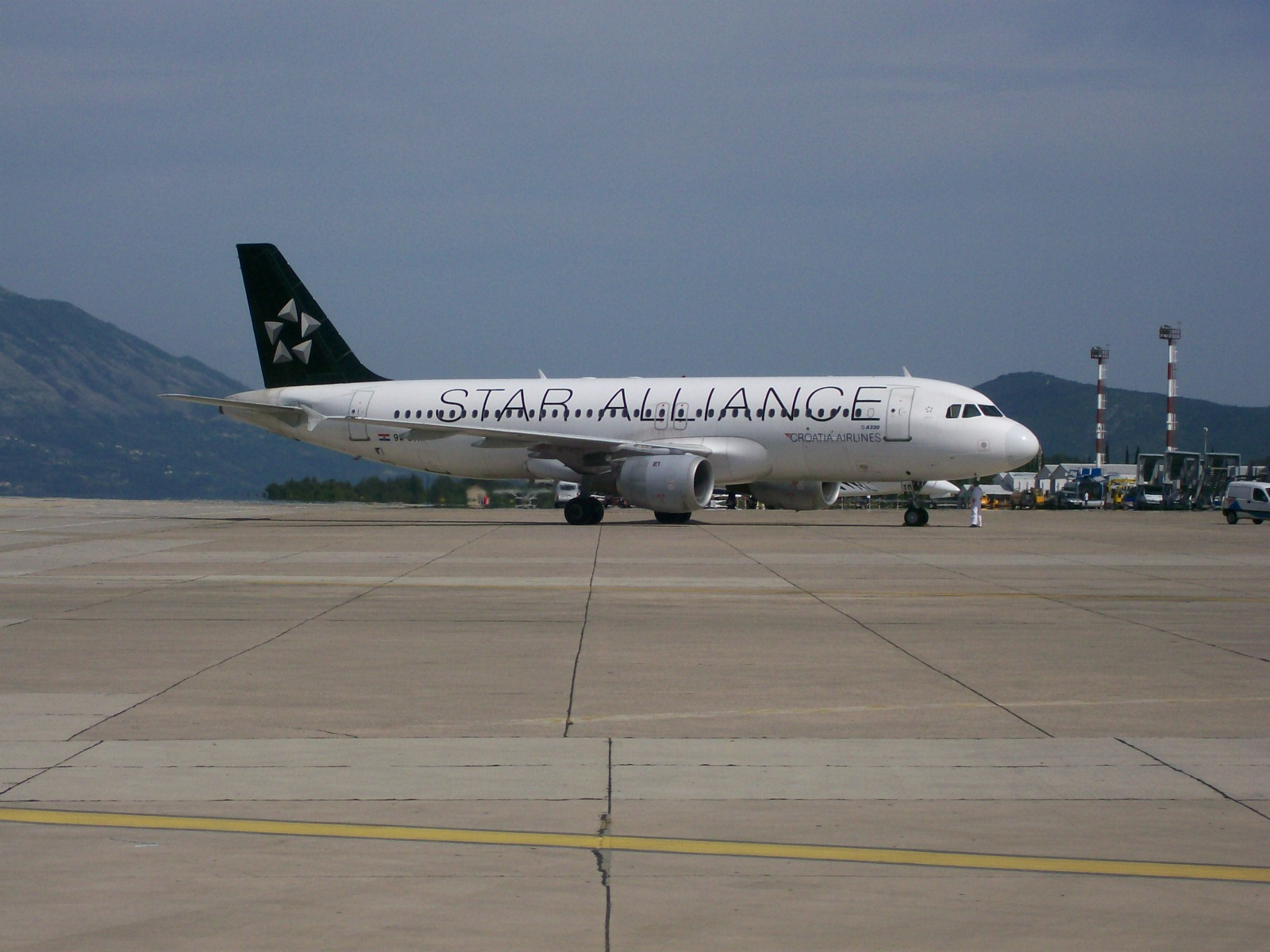
克羅地亞航空星空聯盟塗裝空中巴士A320，攝於杜布罗夫尼克机场

| 航空公司                        | 目的地 |
| ------------------------------- | --- |
| 愛琴海航空 由奧林匹克航空營運   | 季節性： 雅典 |
| 愛爾蘭航空                      | 季節性： 都柏林 |
| 塞爾維亞航空                    | 季節性： 貝爾格萊德 |
| 波羅的海航空                    | 季節性： 里加 |
| 意大利航空                      | 季節性： 米蘭-連尼治 |
| 奧地利航空                      | 季節性： 維也納 |
| 英國航空                        | 倫敦-格域 |
| 布魯塞爾航空                    | 季節性： 布魯塞爾 |
| 克羅地亞航空                    | 羅馬-菲烏米奇諾、薩格勒布 季節性： 阿姆斯特丹、雅典、柏林-泰格爾、杜塞爾多夫、法蘭克福、尼斯、斯普利特、奧西耶克、巴黎-戴高樂、特拉維夫-本-古里安、威尼斯-馬可·波羅、維也納、蘇黎世 |
| 易捷航空                        | 季節性： 阿姆斯特丹、柏林-舍訥費爾德、愛丁堡、倫敦-格域、倫敦-史坦斯特、里昂、米蘭-馬爾彭薩、巴黎-奧利、羅馬-菲烏米奇諾（2015年9月20日停航）                                        |
| 瑞士易捷航空                    | 季節性： 日內瓦 |
| 恩特航空                        | 季節性： 卡托維治 |
| 歐洲郵政航空                    | 季節性： 尼斯、巴黎-戴高樂 |
| 芬蘭航空                        | 季節性： 赫爾辛基 |
| 弗萊比航空                      | 季節性： 伯明翰 |
| 德國之翼航空                    | 季節性： 柏林-泰格爾、科隆／波恩、漢諾威、漢堡、斯圖加特 |
| 德國之翼航空 由歐洲之翼航空營運 | 季節性： 杜塞爾多夫 |
| 西班牙國家航空                  | 季節性： 馬德里 |
| 以斯雷航空                      | 季節性： 特拉維夫-本-古里安 |
| 途易比利時航空                  | 季節性： 布魯塞爾 |
| 捷特二航空                      | 季節性： 貝爾法斯特-國際、東密德蘭、愛丁堡、利兹／布拉德福德、曼徹斯特、泰恩河畔紐卡素                                                                                              |
| 漢莎航空                        | 季節性： 法蘭克福、慕尼黑 |
| 漢莎區域航空 由漢莎城市航空營運 | 季節性： 法蘭克福、慕尼黑 |
| 盧森堡航空                      | 季節性： 盧森堡 |
| 挪威航空                        | 季節性： 巴塞羅那、卑爾根、哥本哈根、赫爾辛基、倫敦-格域、馬德里、奧斯陸-加勒穆恩、桑德爾福德、斯塔萬格、斯德哥爾摩-阿蘭達、特隆赫姆                                                |
| 西伯利亚航空                    | 季節性： 莫斯科-多莫傑多沃 |
| 北歐航空                        | 季節性： 卑爾根、哥本哈根、奧斯陸-加勒穆恩、斯德哥爾摩-阿蘭達 |
| 智能翼航空 由旅遊服務航空營運   | 季節性： 布拉格 |
| 德國太陽捷運航空                | 季節性： 萊比錫／哈雷 |
| 比利時托馬斯庫克航空            | 季節性： 布魯塞爾、里尔 |
| 湯姆森航空                      | 季節性： 伯明翰、布里斯托、倫敦-格域、格拉斯哥、曼徹斯特、泰恩河畔紐卡素 |
| 貿易航空 由布達佩斯航空服務營運 | 季節性： 里耶卡、斯普利特 |
| 烏克蘭國際航空                  | 季節性： 基輔-鮑里斯波爾 |
| 沃洛特阿航空                    | 季節性： 波爾多 |
| 伏林航空                        | 季節性： 巴塞羅那、羅馬-菲烏米奇諾 |

### 包機
| 航空公司                          | 目的地                                                                  |
| --------------------------------- | ----------------------------------------------------------------------- |
| 亞德里亞航空                      | 季節性包機： 盧布爾雅那                                                 |
| 蓝鹰航空                          | 季節性包機： 巴黎-戴高樂                                                |
| 承包商航空                        | 季節性包機： 都柏林、香農                                               |
| 歐洲航空                          | 季節性包機： 薩拉戈薩                                                   |
| 馬耳他航空                        | 季節性包機： 馬耳他                                                     |
| 地中海航空                        | 季節性包機： 里斯本、里昂、南特、馬德里、巴黎-戴高樂                    |
| 亞特拉斯捷運航空                  | 季節性包機： 伊斯坦堡-阿塔蒂爾克                                        |
| 克羅地亞航空                      | 季節性包機： 科克、都柏林、哈爾斯塔／納爾維克、奇瑙克、香農、謝萊夫特奧 |
| 進入航空                          | 季節性包機： 比得哥什、格但斯克、波茲南、華沙-蕭邦、弗罗茨瓦夫          |
| 歐洲郵政航空                      | 季節性包機： 波爾多、里尔、马赛                                         |
| 日耳曼尼亞航空                    | 季節性包機： 里昂、图卢兹                                               |
| 西班牙國家航空 由諾斯特姆航空營運 | 季節性包機： 華倫西亞                                                   |
| 捷時航空                          | 季節性包機： 哥本哈根、哥德堡-蘭德維特                                  |
| 中東航空                          | 季節性包機： 貝魯特                                                     |
| 普里梅爾阿航空                    | 季節性包機： 马尔默、斯德哥爾摩-阿蘭達                                  |
| 沃洛特阿航空                      | 季節性包機： 馬賽                                                       |
| 黎巴嫩之翼                        | 季節性包機： 貝魯特                                                     |

## 统计
请参阅源Wikidata查询.

## 外部連結
- 官方網站 （页面存档备份，存于）（克羅埃西亞文）（英文）